# Nekrolog 1878
Nekrolog
◄◄
| ◄
| 1874
| 1875
| 1876
| 1877
| 1878 | 1879 | 1880 | 1881 | 1882 | ► | ►►
Weitere Ereignisse | Allgemeiner Nekrolog 1878
Die Beschreibung der verstorbenen Person sollte so kurz wie möglich gehalten sein und nur deren signifikante Tätigkeit(en) enthalten.
Neue Namen ggf. auch unter dem Geburts- und Sterbedatum, also etwa unter 1. Januar und im Geburts- und Sterbejahr (2024) eintragen (nur bei entsprechender großer Wichtigkeit). Für Beispiele siehe die schon vorhandenen Artikel.
Außerdem über die fünf zuletzt Verstorbenen, zu denen es einen ausreichend guten Artikel für eine Präsentation auf der Hauptseite gibt, nach der todesbedingten Überarbeitung der Artikel ggf. auch unter Wikipedia Diskussion:Hauptseite informieren und sie am besten auch in den anderen Wikipedia-Sprachversionen eintragen. Tipp: Regelmäßig bei news.google.de nach „ist tot“, „gestorben“ oder „verstorben“ suchen.
Wenn eine Person gestorben ist, gibt es viele Seiten zu dieser Person in der Wikipedia, die davon auch betroffen sind und entsprechend aktualisiert werden müssen. Beispiele: Namenübersichtsseite, Geburtsjahr, Geburtsort-Seiten und viele mehr.
Wie finde ich die betroffenen Seiten?
Im Suchfeld auf der linken Seite gibt man den Suchbegriff so ein: „Vorname Nachname“. Dann klickt man auf Volltext und alle Seiten mit entsprechendem Suchtext werden aufgerufen. Hier sieht man dann schnell, wo auch das Todesjahr Sinn macht oder sogar ein Teil des Artikels angepasst werden muss. Auch hilft das „Werkzeug“ auf der linken Seite sehr gut, um solche Seiten aufzufinden: „Links auf diese Seite“. Somit ist die Wikipedia wieder aktuell in allen Bereichen! Hinweis: bei Eintragung der Kategorie „Gestorben JAHR“ wird der Missbrauchsfilter 49 ausgelöst, was jedoch nicht schlimm ist. Siehe: Spezial:Missbrauchsfilter/49
Dies ist eine Liste von im Jahr 1878 verstorbenen bekannten Persönlichkeiten. Die Einträge erfolgen innerhalb der einzelnen Daten alphabetisch sortiert. Tiere sind im Nekrolog für Tiere zu finden.

## Januar
| Tag        | Name                               | Beruf, bekannt als | Alter | Beleg |
| ---------- | ---------------------------------- | --- | ----- | ----- |
| 2. Januar  | Edward Caswall                     | englischer Geistlicher und Schriftsteller                                                                                      | 63    |       |
| 4. Januar  | Christian Friedrich Wilhelm Roller | deutscher Psychiater | 75    |       |
| 4. Januar  | Thomas Vernon Wollaston            | britischer Entomologe | 55    |       |
| 5. Januar  | Michael Domenec                    | spanischer Ordensgeistlicher, Bischof von Allegheny                                                                            | 61    |       |
| 5. Januar  | Eduard Geselschap                  | deutsch-niederländischer Maler der Düsseldorfer Schule                                                                         | 63    |       |
| 5. Januar  | Alfonso La Marmora                 | italienischer General und Politiker                                                                                            | 73    |       |
| 5. Januar  | George Monro                       | kanadischer Kaufmann, Politiker und 6. Bürgermeister von Toronto                                                               |       |       |
| 5. Januar  | Wilhelm Mutzenbecher               | deutscher Verwaltungsjurist und Staatsrat im Großherzogtum Oldenburg                                                           | 45    |       |
| 5. Januar  | Emil von Schwartzkoppen            | preußischer Offizier, zuletzt General der Infanterie                                                                           | 67    |       |
| 6. Januar  | Mariannina Coffa                   | italienische Dichterin | 36    |       |
| 6. Januar  | August von Maltzan                 | deutscher Politiker, MdR | 54    |       |
| 6. Januar  | Georg Mösinger                     | österreichischer Geistlicher, römisch-katholischer Theologe                                                                    | 46    |       |
| 7. Januar  | Alphonse Delacroix                 | französischer Architekt und Archäologe                                                                                         | 70    |       |
| 7. Januar  | François-Vincent Raspail           | französischer Botaniker und Politiker                                                                                          | 83    |       |
| 7. Januar  | Friedrich Leopold Woeste           | deutscher Sprachwissenschaftler                                                                                                | 70    |       |
| 8. Januar  | Charles Cousin-Montauban           | französischer General und Staatsmann                                                                                           | 81    |       |
| 8. Januar  | Gauchito Gil                       | argentinischer Volksheiliger                                                                                                   |       |       |
| 8. Januar  | Theresia Haselmayr                 | deutsche Ordensschwester | 69    |       |
| 8. Januar  | Nikolai Alexejewitsch Nekrassow    | russischer Dichter und Publizist                                                                                               | 56    |       |
| 8. Januar  | Henry Wilson                       | US-amerikanischer Komponist | 49    |       |
| 9. Januar  | Georg Hamm                         | deutscher Glockengießer, Maschinenfabrikant und Freiheitskämpfer                                                               | 60    |       |
| 9. Januar  | Karl Theodor Krafft                | deutscher Kirchenrat | 73    |       |
| 9. Januar  | Viktor Emanuel II.                 | König von Sardinien-Piemont und Italien                                                                                        | 57    |       |
| 10. Januar | Andrew Murray                      | schottischer Botaniker, Zoologe und Biogeograph                                                                                | 65    |       |
| 10. Januar | William Stokes                     | irischer Arzt | 73    |       |
| 10. Januar | August Julius Streichenberg        | deutscher Bildhauer | 63    |       |
| 11. Januar | John Rankin Franklin               | US-amerikanischer Politiker | 57    |       |
| 11. Januar | Ferdinand Krumholz                 | österreichischer Porträt-, Genre- und Landschaftsmaler                                                                         | 67    |       |
| 12. Januar | Lazarus von Mamula                 | österreichischer Feldzeugmeister                                                                                               | 82    |       |
| 13. Januar | August Hövemeyer                   | Maler | 53    |       |
| 13. Januar | Theodor Schloepke                  | deutscher Maler | 65    |       |
| 14. Januar | Gerhard Grothusen                  | deutscher Verwaltungsbeamter                                                                                                   | 34    |       |
| 15. Januar | Carlo Blasis                       | italienischer Tänzer, Choreograf und Tanztheoretiker                                                                           | 80    |       |
| 15. Januar | James Blundell                     | englischer Gynäkologe, Professor für Physiologie und Geburtshilfe                                                              | 87    |       |
| 15. Januar | William Stirling-Maxwell           | schottischer Adliger, Politiker, Kunsthistoriker, Historiker und Sammler                                                       | 59    |       |
| 16. Januar | Carl Friedrich Gottlob Foertsch    | deutscher Klassischer Philologe und Gymnasiallehrer                                                                            | 72    |       |
| 17. Januar | Mateo Benigno de Moraza            | spanischer Politiker | 60    |       |
| 17. Januar | Jobst Riegel                       | deutscher Kupferstecher und Maler                                                                                              | 56    |       |
| 17. Januar | Heinrich Adam Neeb                 | Frankfurter Chorleiter und Komponist                                                                                           | 72    |       |
| 18. Januar | Antoine César Becquerel            | französischer Physiker | 89    |       |
| 18. Januar | Joseph Dietl                       | polnisch-österreichischer Arzt, Politiker und Hochschullehrer; Rektor der Jagiellonen-Universität und Bürgermeister von Krakau | 73    |       |
| 18. Januar | Otto von Hinckeldey                | deutscher Verwaltungsbeamter                                                                                                   | 39    |       |
| 19. Januar | Doris Groth                        | Ehefrau des Dichters Klaus Groth                                                                                               | 47    |       |
| 19. Januar | Henri Victor Regnault              | französischer Physiker und Chemiker                                                                                            | 67    |       |
| 19. Januar | Karl Schweighöfer                  | deutscher Politiker |       |       |
| 19. Januar | Ede Szigligeti                     | ungarischer Dramatiker, Schauspieler, Regisseur, Übersetzer                                                                    | 63    |       |
| 20. Januar | Heinrich Rudolph Brinkmann         | deutscher Zivilrechtler, Hochschullehrer und Oberappellationsgerichtsrat                                                       | 89    |       |
| 21. Januar | Georg Friedrich Mölling            | deutscher Jurist und Politiker                                                                                                 | 81    |       |
| 22. Januar | Sebastian Franz von Daxenberger    | deutscher Jurist und Politiker                                                                                                 | 68    |       |
| 22. Januar | Patricio de la Escosura Morrogh    | spanischer Diplomat | 70    |       |
| 22. Januar | Charles S. Lewis                   | US-amerikanischer Politiker | 56    |       |
| 22. Januar | August Willich                     | Führer der Aufständischen während der Badischen Revolution und General der Nordstaaten im Sezessionskrieg                      | 67    |       |
| 23. Januar | Johann Joseph Hoffmann             | deutscher Japanologe, philosophischer Schriftsteller                                                                           | 72    |       |
| 23. Januar | José María Medina                  | Präsident von Honduras | 51    |       |
| 23. Januar | Ferdinand Weiß                     | deutscher Porträt-, Miniatur- und Genremaler, Zeichner, Stahlstecher und Illustrator                                           | 63    |       |
| 24. Januar | Pieter Bleeker                     | niederländischer Arzt und Ichthyologe                                                                                          | 58    |       |
| 25. Januar | Louis Crespel                      | belgischer Soldat | 39    |       |
| 25. Januar | Karl Krazeisen                     | bayerischer Offizier und Maler                                                                                                 | 83    |       |
| 26. Januar | Ernst Friedrich Adickes            | deutscher Politiker, MdR | 66    |       |
| 26. Januar | Kirkpatrick Macmillan              | schottischer Schmied, galt lange als Erfinder des Fahrrads mit Hinterradantrieb                                                | 65    |       |
| 26. Januar | Ernst Heinrich Weber               | deutscher Physiologe und Anatom                                                                                                | 82    |       |
| 27. Januar | John Bozman Kerr                   | US-amerikanischer Politiker | 68    |       |
| 28. Januar | Konstantin Decker                  | deutscher Pianist und Komponist                                                                                                | 67    |       |
| 28. Januar | Friedrich Lieboldt                 | deutscher Mediziner und Badearzt in Travemünde                                                                                 | 71    |       |
| 28. Januar | Julius von Seefeld                 | kurländischer Landesbeamter | 75    |       |
| 28. Januar | Johann August Weingart             | Schweizer Politiker | 80    |       |
| 29. Januar | Bruno Hildebrand                   | deutscher Wirtschaftswissenschaftler und Politiker                                                                             | 65    |       |
| 29. Januar | Franz Kugler                       | deutscher Journalist, Redakteur der National-Zeitung                                                                           |       |       |
| 30. Januar | Albert Doberenz                    | deutscher Klassischer Philologe und Schulleiter                                                                                | 66    |       |
| 30. Januar | Raphael von Erlanger               | Frankfurter Politiker und Bankier                                                                                              | 71    |       |
| 30. Januar | Eduard Prosch                      | deutscher Verwaltungsjurist, Intendant der großherzoglichen Sammlungen in Mecklenburg-Schwerin                                 | 73    |       |
| 31. Januar | Franz Joseph von Buß               | deutscher Jurist und Politiker (Zentrum), MdR                                                                                  | 74    |       |
| 31. Januar | Thomas George Montgomerie          | britischer Vermessungsingenieur                                                                                                | 47    |       |
| 31. Januar | Alexander von Uhden                | deutscher Justizminister und Politiker                                                                                         | 79    |       |

## Februar
| Tag         | Name                                        | Beruf, bekannt als                                                                    | Alter | Beleg |
| ----------- | ------------------------------------------- | ------------------------------------------------------------------------------------- | ----- | ----- |
| 1. Februar  | Dietrich Christian von Buttel               | deutscher Jurist und Politiker                                                        | 76    |       |
| 1. Februar  | George Cruikshank                           | britischer Karikaturist und Illustrator                                               | 85    |       |
| 1. Februar  | Eduard Gützloe                              | deutscher Richter und Parlamentarier                                                  | 63    |       |
| 1. Februar  | Heinrich LXIX.                              | deutscher Standesherr                                                                 | 85    |       |
| 2. Februar  | Adolphe Peschier                            | Schweizer Romanist, Germanist und Lexikograf mit Wirkungsort Tübingen                 | 72    |       |
| 2. Februar  | Josif Runjanin                              | kroatischstämmiger Komponist                                                          | 56    |       |
| 3. Februar  | Günther Froebel                             | deutscher Hofbuchdrucker                                                              | 66    |       |
| 4. Februar  | Ferdinand Guericke                          | deutscher alt-lutherischer Theologe                                                   | 74    |       |
| 7. Februar  | Ludwig Kachel                               | badischer Münzrat                                                                     | 86    |       |
| 7. Februar  | Pius IX.                                    | Papst (1846–1878)                                                                     | 85    |       |
| 8. Februar  | Iwan Alexandrowitsch Annenkow               | russischer Leutnant und Dekabrist                                                     | 75    |       |
| 8. Februar  | Elias Magnus Fries                          | schwedischer Mykologe, der ein System zur Klassifikation der Pilze entwickelte        | 83    |       |
| 8. Februar  | Arthur von Reventlow                        | deutsch-dänischer Verwaltungsjurist                                                   | 61    |       |
| 9. Februar  | Adolf Theodor Hermann Fritzsche             | deutscher Philologe                                                                   | 59    |       |
| 9. Februar  | Nicolas Gosse                               | französischer Maler                                                                   | 90    |       |
| 9. Februar  | Theodore Roosevelt senior                   | US-amerikanischer Geschäftsmann und Philanthrop                                       | 46    |       |
| 9. Februar  | James Young                                 | US-amerikanischer Politiker                                                           | 77    |       |
| 10. Februar | Claude Bernard                              | französischer Physiologe                                                              | 64    |       |
| 10. Februar | Heinrich Höfer                              | deutscher Landschafts- und Portraitmaler                                              | 52    |       |
| 10. Februar | Franz Anton Probst                          | hessischer Kaufmann und Landtagsabgeordneter                                          | 73    |       |
| 11. Februar | Alexander Bachem                            | deutscher Jurist, Kölner Oberbürgermeister                                            | 72    |       |
| 11. Februar | Charles Magill Conrad                       | US-amerikanischer Politiker                                                           | 73    |       |
| 11. Februar | Auguste Poulet-Malassis                     | französischer Verleger Charles Baudelaires                                            | 52    |       |
| 11. Februar | Myer Strouse                                | US-amerikanischer Politiker                                                           | 52    |       |
| 11. Februar | Gideon Welles                               | US-amerikanischer Politiker                                                           | 75    |       |
| 12. Februar | Josef Klucky                                | österreichischer Mediziner und Politiker                                              | 71    |       |
| 12. Februar | Paolo Taverna                               | italienischer Philanthrop, Mäzen und Grundbesitzer                                    | 73    |       |
| 13. Februar | Ludwig Rudolf von Fellenberg                | Schweizer Chemiker                                                                    | 68    |       |
| 14. Februar | Franz Martin Hämmerle                       | österreichischer Textilunternehmer                                                    | 63    |       |
| 16. Februar | Sigismund von Dzialowski                    | Gutsbesitzer und Politiker, MdR                                                       | 34    |       |
| 17. Februar | Joseph Nicholas Adelrich Benziger           | Schweizer Verleger und Schweizer Konsul in Cincinnati                                 |       |       |
| 17. Februar | Franz Anton Real                            | Schweizer Jurist und Politiker                                                        | 61    |       |
| 18. Februar | James Whelan                                | irischer Ordensgeistlicher, Bischof von Nashville                                     | 54    |       |
| 19. Februar | Charles-François Daubigny                   | französischer Maler                                                                   | 61    |       |
| 19. Februar | François Marie Guyonneau de Pambour         | französischer Offizier und Ingenieur                                                  |       |       |
| 19. Februar | Gottlieb Heileman                           | Gründer der G. Heileman Brewing Company                                               | 54    |       |
| 19. Februar | Joseph Lukas                                | katholischer Geistlicher und Abgeordneter im bayerischen Landtag und im Zollparlament | 43    |       |
| 19. Februar | Volkert Simon Maarten van der Willigen      | niederländischer Mathematiker, Physiker und Professor                                 | 55    |       |
| 20. Februar | Michel Charles Durieu de Maisonneuve        | französischer Botaniker                                                               | 81    |       |
| 20. Februar | Heinrich August Wilhelm von Zimmermann      | österreichischer Militärarzt                                                          |       |       |
| 21. Februar | Andrew Scott Waugh                          | britischer Ingenieur                                                                  | 68    |       |
| 22. Februar | Alexander Beyer                             | Oberbürgermeister von Potsdam, Mitglied des Herrenhauses                              | 64    |       |
| 22. Februar | Franz Hünten                                | deutscher Komponist und Pianist                                                       | 85    |       |
| 23. Februar | Friedrich Joseph Ark                        | deutscher Architekt                                                                   | 70    |       |
| 23. Februar | Adolph Schenck                              | deutscher Entomologe                                                                  | 74    |       |
| 23. Februar | William Workman                             | irisch-kanadischer Politiker und Unternehmer                                          | 70    |       |
| 24. Februar | Gregor Fuchs                                | österreichischer Geistlicher, Historiker und Gymnasiallehrer und -direktor            | 56    |       |
| 24. Februar | Engelbert von Landsberg-Velen und Steinfurt | westfälischer Adeliger und deutscher Politiker                                        | 81    |       |
| 25. Februar | Townsend Harris                             | US-amerikanischer Kaufmann und Politiker                                              | 73    |       |
| 25. Februar | Johann Gustav Stinnes                       | deutscher Kaufmann und Reeder                                                         | 51    |       |
| 25. Februar | Robert Walker Tayler senior                 | US-amerikanischer Jurist und Politiker                                                | 65    |       |
| 26. Februar | Alexandre Antigna                           | französischer Maler                                                                   | 60    |       |
| 26. Februar | Godefroy Brossay-Saint-Marc                 | französischer Kardinal der römisch-katholischen Kirche                                | 75    |       |
| 26. Februar | Carl Grüneisen                              | deutscher Dichter und Theologe                                                        | 76    |       |
| 26. Februar | Angelo Secchi                               | italienischer Jesuit, Physiker und Astronom                                           | 59    |       |
| 27. Februar | Mirzə Fətəli Axundov                        | aserbaidschanischer Philosoph und Schriftsteller                                      | 65    |       |
| 27. Februar | William Charles Chamberlain                 | britischer Konteradmiral                                                              | 59    |       |
| 27. Februar | Carl Friedrich Hermann Klenze               | deutscher Autor, Justizrat, Superintendent und Syndikus                               | 82    |       |
| 27. Februar | Antonio Piatti                              | italienischer Geiger                                                                  | 76    |       |
| 28. Februar | Wilhelm Christian Friedrich Fraatz          | deutscher lutherischer Theologe, Generalsuperintendent                                | 74    |       |
| 28. Februar | Richard Prüfer                              | deutscher Politiker und Bürgermeister der Stadt Dortmund                              | 41    |       |
| Februar     | Severino Albarracín Broseta                 | spanischer Anarchist                                                                  |       |       |

## März
| Tag      | Name                                  | Beruf, bekannt als                                                                                | Alter | Beleg |
| -------- | ------------------------------------- | ------------------------------------------------------------------------------------------------- | ----- | ----- |
| 1. März  | Johann Baptist Alzog                  | deutscher römisch-katholischer Theologe und Kirchenhistoriker                                     | 69    |       |
| 1. März  | Carl Ludwig Arndts von Arnesberg      | deutsch-österreichischer Jurist, Politiker, Hochschullehrer                                       | 74    |       |
| 1. März  | Gustav von Meyern-Hohenberg           | deutscher Jurist und Dramatiker                                                                   | 57    |       |
| 1. März  | Charles Christian Nahl                | US-amerikanischer Maler                                                                           | 59    |       |
| 2. März  | John Cochrane                         | schottischer Schachspieler                                                                        | 80    |       |
| 2. März  | Johann Heinrich zur Oeveste           | deutscher Bauernsohn und Auswanderer                                                              | 76    |       |
| 2. März  | Alexander von Tresckow                | preußischer Generalleutnant                                                                       | 72    |       |
| 2. März  | Benjamin Wade                         | US-amerikanischer Politiker (United States Whig Party)                                            | 77    |       |
| 3. März  | Joseph Bonomi der Jüngere             | englischer Zeichner, Ägyptologe und Museumskurator                                                | 81    |       |
| 3. März  | Wladimir Alexandrowitsch Tscherkasski | russischer Politiker                                                                              | 56    |       |
| 4. März  | William Halstead                      | US-amerikanischer Politiker                                                                       | 83    |       |
| 4. März  | Anton Franz Johann Russell            | deutscher Jurist und Politiker (Zentrum), MdR                                                     | 53    |       |
| 6. März  | Asa Biggs                             | US-amerikanischer Jurist und Politiker                                                            | 67    |       |
| 6. März  | Georg Blohm                           | deutscher Kaufmann, Mäzen und Philanthrop in Venezuela und Lübeck                                 | 76    |       |
| 6. März  | Harald Jerichau                       | dänischer Maler                                                                                   | 26    |       |
| 6. März  | Friedrich Rieck                       | deutscher Philologe und Parlamentarier                                                            | 68    |       |
| 6. März  | Gustav Heinrich Wilmanns              | deutscher Althistoriker und Epigraphiker                                                          | 32    |       |
| 7. März  | Louis Asher                           | deutscher Kunstmaler                                                                              | 73    |       |
| 8. März  | Franz Karl von Österreich             | Kaiserlicher Prinz und Erzherzog von Österreich, Königlicher Prinz von Ungarn, Böhmen             | 75    |       |
| 8. März  | Augustus C. Hand                      | US-amerikanischer Jurist und Politiker                                                            | 74    |       |
| 8. März  | Simon Quaglio                         | Maler, Bühnenbildner und Lithograph                                                               | 82    |       |
| 8. März  | Wilhelm Siegmund Teuffel              | deutscher klassischer Philologe                                                                   | 57    |       |
| 11. März | Albert Forbiger                       | deutscher Philologe und Pädagoge                                                                  | 79    |       |
| 11. März | Gustav Kulenkampff                    | deutscher Kaufmann und Politiker                                                                  | 67    |       |
| 11. März | Benjamin Davis Wilson                 | US-amerikanischer Politiker                                                                       | 66    |       |
| 13. März | Ludwig Götze                          | deutscher Lehrer, Historiker und Archivar                                                         | 46    |       |
| 13. März | Camille de La Berge                   | französischer Literaturhistoriker und Numismatiker                                                | 40    |       |
| 13. März | Robert Hardy Smith                    | amerikanischer Politiker                                                                          | 64    |       |
| 14. März | Joseph Audo                           | Patriarch von Babylon der chaldäisch-katholischen Kirche                                          |       |       |
| 14. März | Carl Baumann                          | deutscher Zeichner, Lithograph und Fotograf                                                       | 80    |       |
| 14. März | Robert Hamilton                       | US-amerikanischer Politiker                                                                       | 68    |       |
| 14. März | Eduard Wilhelm Pose                   | deutscher Landschaftsmaler der Düsseldorfer Schule                                                | 65    |       |
| 15. März | George Sydney Hawkins                 | US-amerikanischer Jurist und Politiker                                                            |       |       |
| 15. März | John E. Leonard                       | US-amerikanischer Politiker                                                                       | 32    |       |
| 15. März | Carl August Schöll                    | Schweizer Geoplastiker                                                                            | 67    |       |
| 16. März | William Banting                       | englischer Autor                                                                                  |       |       |
| 16. März | William Bernard O’Donoghue            | irisch-amerikanischer Rebell                                                                      |       |       |
| 17. März | Emil Dursy                            | deutscher Mediziner und Zoologe                                                                   | 49    |       |
| 17. März | Franz Gustav Joachim Forsmann         | deutscher Architekt und Baumeister                                                                | 82    |       |
| 17. März | Daniel Köhne                          | dänischer Orgelbauer                                                                              | 49    |       |
| 17. März | Charles Sitgreaves                    | US-amerikanischer Politiker                                                                       | 74    |       |
| 18. März | Charles Frederic Hartt                | kanadischer Naturforscher                                                                         | 37    |       |
| 20. März | Friedrich Ehrenfeuchter               | deutscher evangelischer Theologe, Universitätsprofessor und Abt                                   | 63    |       |
| 20. März | Claude Auguste Lamy                   | französischer Chemiker und Physiker                                                               | 57    |       |
| 20. März | Robert Mayer                          | deutscher Arzt und Physiker                                                                       | 63    |       |
| 21. März | Peter Hansen                          | deutscher Verwaltungsbeamter, Richter und Politiker                                               | 46    |       |
| 21. März | Charles Liedts                        | belgischer Politiker                                                                              | 75    |       |
| 21. März | Josef Wallach                         | deutscher Arzt                                                                                    | 64    |       |
| 22. März | George Clarkson Stanfield             | britischer Landschafts- und Marinemaler                                                           | 49    |       |
| 23. März | John Allison                          | US-amerikanischer Politiker                                                                       | 65    |       |
| 23. März | Marie Bergmann                        | deutsche Theaterschauspielerin                                                                    |       |       |
| 23. März | Ernst Keil                            | deutscher Buchhändler und Begründer der Familienzeitschrift „Die Gartenlaube“                     | 61    |       |
| 23. März | Carl Rebling                          | deutscher Jurist und Politiker                                                                    | 65    |       |
| 23. März | Ernst von der Schulenburg-Wolfsburg   | deutscher Gutsbesitzer und Politiker                                                              | 45    |       |
| 24. März | Amalie Hohenester                     | deutsche Wunderheilerin                                                                           | 50    |       |
| 24. März | Jehu Glancy Jones                     | US-amerikanischer Politiker                                                                       | 66    |       |
| 24. März | Johann Friedrich Sültmann             | deutscher Landwirt und Politiker                                                                  | 78    |       |
| 25. März | Jaspar von Bülow                      | deutscher Verwaltungsjurist und Hofmarschall von Mecklenburg-Strelitz                             | 41    |       |
| 25. März | Thorald Læssøe                        | dänischer Maler                                                                                   | 61    |       |
| 26. März | Wilhelm Brummerstaedt                 | deutscher Altphilologe, Lehrer und 1848/49 Mitglied der Mecklenburgischen Abgeordnetenversammlung | 74    |       |
| 26. März | Wilhelm Ludwig Demme                  | deutscher Jurist und Schriftsteller                                                               | 77    |       |
| 26. März | Rudolf Hercher                        | deutscher klassischer Philologe                                                                   | 57    |       |
| 27. März | William Gilbert Puckey                | britischer Missionar in Neuseeland                                                                | 72    |       |
| 27. März | George Gilbert Scott                  | englischer Architekt (Neugotik)                                                                   | 66    |       |
| 27. März | Daniel Wardwell                       | US-amerikanischer Jurist und Politiker                                                            | 86    |       |
| 28. März | Heinrich Frank                        | Richter und Landtagsabgeordneter Großherzogtum Hessen                                             | 73    |       |
| 28. März | Margarethe von Ziegler                | deutsch-österreichische Theaterschauspielerin                                                     | 24    |       |
| 29. März | Wilhelm Fries                         | deutscher Landschaftsmaler und Konservator                                                        | 58    |       |
| 29. März | Mark Hopkins                          | US-amerikanischer Eisenbahnunternehmer                                                            | 64    |       |
| 29. März | Albrecht Wolters                      | deutscher Theologe                                                                                | 55    |       |
| 30. März | Anton Bräunlich                       | deutscher Pädagoge                                                                                | 55    |       |
| 30. März | Luigi Amat di San Filippo e Sorso     | italienischer Geistlicher, Kardinal der römisch-katholischen Kirche                               | 81    |       |

## April
| Tag       | Name                                    | Beruf, bekannt als                                                      | Alter | Beleg |
| --------- | --------------------------------------- | ----------------------------------------------------------------------- | ----- | ----- |
| 1. April  | John Davis                              | US-amerikanischer Politiker                                             | 89    |       |
| 1. April  | Israel G. Lash                          | US-amerikanischer Politiker                                             | 67    |       |
| 1. April  | Josef Sattler                           | deutscher Wilderer                                                      | 47    |       |
| 2. April  | Claude Jacquand                         | französischer Maler                                                     | 74    |       |
| 2. April  | Louis de Loménie                        | französischer Literaturwissenschaftler, Biograf und Essayist            | 62    |       |
| 2. April  | Cuthbert Ottaway                        | englischer Fußballspieler                                               | 27    |       |
| 3. April  | Giovanni Spano                          | italienischer Kleriker, Archäologe, Historiker, Romanist und Sardologe  | 75    |       |
| 4. April  | Wolf Heinrich von Baudissin             | deutscher Diplomat, Schriftsteller und Übersetzer                       | 89    |       |
| 4. April  | Ludwig Martini                          | deutscher Mediziner                                                     | 73    |       |
| 4. April  | Buckshot Roberts                        | US-amerikanischer Cowboy und Outlaw                                     |       |       |
| 5. April  | Leopold Stanisław Kronenberg            | polnischer Kaufmann und Unternehmer                                     | 66    |       |
| 5. April  | Wilhelm Speyer                          | deutscher Komponist                                                     | 87    |       |
| 6. April  | Giuseppe Berardi                        | italienischer Jurist und Kardinal                                       | 67    |       |
| 6. April  | Heinrich von Idler                      | deutscher Politiker und Oberamtmann                                     | 76    |       |
| 6. April  | Johannes zum Sande                      | deutscher Jurist und Politiker                                          | 76    |       |
| 7. April  | Antonín Lego                            | tschechischer Lehrer, Musiker und Komponist                             | 76    |       |
| 7. April  | Heinrich Schwarzschild                  | deutscher Arzt, Publizist und Dichter                                   | 75    |       |
| 7. April  | Maksymilian Siemianowski                | polnischer Maler und österreichischer Beamter                           |       |       |
| 7. April  | William B. Small                        | US-amerikanischer Politiker                                             | 60    |       |
| 8. April  | Eugène Belgrand                         | französischer Bauingenieur                                              | 67    |       |
| 8. April  | Moritz August Seubert                   | deutscher Botaniker                                                     | 59    |       |
| 8. April  | Jetty Treffz                            | Wiener Sopranistin und erste Frau von Johann Strauß Sohn                | 59    |       |
| 8. April  | Peter Wilhelm Friedrich von Voigtländer | österreichischer Optiker und Fotopionier                                | 65    |       |
| 10. April | Pierre-Ignace Aubry                     | Schweizer Politiker                                                     | 81    |       |
| 10. April | August Julius Albert Borsig             | deutscher Unternehmer                                                   | 49    |       |
| 10. April | Hermann von Holleben                    | preußischer General der Infanterie                                      | 74    |       |
| 11. April | Heinrich Girard                         | deutscher Geologe und Mineraloge                                        | 63    |       |
| 11. April | Napoléon Lucien Murat                   | französischer Politiker                                                 | 74    |       |
| 11. April | George Augustus Selwyn                  | erster anglikanischer Bischof von Neuseeland und Bischof von Lichfield  | 69    |       |
| 12. April | Gustav Heckenast                        | österreichischer Buchhändler, Verleger und Drucker                      | 66    |       |
| 12. April | Christian Friedrich Kiefer              | republikanischer Abgeordneter in Baden                                  | 74    |       |
| 12. April | François Schubert                       | deutscher Komponist und Geiger                                          | 69    |       |
| 12. April | William Tweed                           | US-amerikanischer Politiker der Demokratischen Partei                   | 55    |       |
| 13. April | Henri de Dion                           | französischer Comte, Bauingenieur, Universitätsleiter und Professor     | 49    |       |
| 13. April | Maximilian Albert Landerer              | deutscher evangelischer Theologe                                        | 68    |       |
| 14. April | Ludovic Piette                          | französischer Maler                                                     | 51    |       |
| 15. April | James S. Brown                          | US-amerikanischer Politiker                                             | 54    |       |
| 15. April | Alfred Groote                           | Richter, Reichstagsabgeordneter                                         | 65    |       |
| 15. April | Woldemar Hermann                        | deutscher Maler und Architekt                                           | 70    |       |
| 16. April | August Hoffmann                         | deutscher Kaufmann, Spediteur und Politiker                             | 75    |       |
| 16. April | Raphael Kühner                          | deutscher Altphilologe                                                  | 76    |       |
| 16. April | Johann Baptist Schiedermayr der Jüngere | österreichischer Geistlicher                                            | 70    |       |
| 17. April | Michael Bach                            | deutscher Botaniker, Malakologe und Entomologe                          | 70    |       |
| 17. April | Luigi Bienaimé                          | italienischer Bildhauer                                                 | 83    |       |
| 17. April | Gustav Heinrich Wagner                  | deutscher Altphilologe und Gymnasiallehrer                              | 57    |       |
| 18. April | Agostino Kotzian                        | Österreichischer Unternehmer                                            |       |       |
| 18. April | Thomas Thomson                          | englischer Botaniker                                                    | 60    |       |
| 19. April | Peter Tidemand Malling                  | norwegischer Buchdrucker, Verleger und Buchhändler                      | 70    |       |
| 19. April | Władysław Tarnowski                     | polnischer Komponist und Schriftsteller                                 | 41    |       |
| 21. April | Temistocle Solera                       | italienischer Dichter und Librettist                                    | 62    |       |
| 22. April | William Orton                           | US-amerikanischer Regierungsbeamter und Politiker                       | 51    |       |
| 22. April | Jakob Philipp Wolfers                   | deutscher Astronom und Mathematiker                                     | 74    |       |
| 23. April | Jaroslav Čermák                         | tschechischer Maler                                                     | 47    |       |
| 23. April | Friedrich Preller der Ältere            | deutscher Kunstlehrer                                                   | 73    |       |
| 24. April | Heinrich Leo                            | deutscher Historiker und preußischer Politiker                          | 79    |       |
| 24. April | Albín Mašek                             | tschechischer Komponist                                                 | 73    |       |
| 25. April | Coles Bashford                          | US-amerikanischer Politiker                                             | 62    |       |
| 25. April | Ulises Francisco Espaillat              | Präsident der Dominikanischen Republik                                  | 55    |       |
| 25. April | Lodovico Frapolli                       | italienisch-schweizerischer Geologe und Politiker                       |       |       |
| 25. April | Anna Sewell                             | britische Schriftstellerin                                              | 58    |       |
| 25. April | Johann Georg Siemens                    | deutscher Justiziar, Rechtsanwalt und Politiker                         | 73    |       |
| 26. April | August von Bibra                        | deutscher Oberforstmeister und Landtagsabgeordneter                     | 60    |       |
| 26. April | William Moore                           | US-amerikanischer Politiker                                             | 67    |       |
| 28. April | Justus Wilhelm Karl Glinzer             | deutscher romantischer Maler                                            | 76    |       |
| 30. April | Julius von Hartmann                     | preußischer General                                                     | 61    |       |
| 30. April | Heinrich Kampschulte                    | Priester, Historiker, Politiker (Zentrum)                               | 55    |       |
| 30. April | Meinrad Ott                             | deutscher katholischer Geistlicher, Pädadgoge und Klassischer Philologe | 48    |       |

## Mai
| Tag     | Name                                             | Beruf, bekannt als                                                                                          | Alter | Beleg |
| ------- | ------------------------------------------------ | --- | ----- | ----- |
| 1. Mai  | Friedrich Haberlandt                             | österreichischer Agrarwissenschaftler                                                                       | 52    |       |
| 1. Mai  | John Morrissey                                   | US-amerikanischer Politiker und Boxer                                                                       | 47    |       |
| 1. Mai  | Friedrich Ernst von Schönfels                    | deutscher Offizier, Rittergutsbesitzer und liberaler Politiker                                              | 81    |       |
| 1. Mai  | Charles-Frédéric Soehnée                         | französischer Maler und Fabrikant von Malfirnissen                                                          | 88    |       |
| 2. Mai  | Francis Henry Goldsmid                           | englischer Politiker                                                                                        | 70    |       |
| 2. Mai  | Frederick Grey                                   | britischer Admiral                                                                                          | 72    |       |
| 3. Mai  | William Whiting                                  | englischer Dichter                                                                                          | 52    |       |
| 4. Mai  | Ferdinand Höfer                                  | deutsch-französischer Schriftsteller                                                                        | 67    |       |
| 4. Mai  | Roberto de Visiani                               | kroatisch-italienischer Botaniker                                                                           | 78    |       |
| 4. Mai  | Julián de Zulueta y Amondo                       | kubanischer Unternehmer, Politiker, Alcalde von Havanna                                                     | 64    |       |
| 5. Mai  | Leopold von Brese-Winiary                        | preußischer General der Infanterie, Generalinspekteur der preußischen Festungen und Chef des Ingenieurkorps | 90    |       |
| 6. Mai  | François Benoist                                 | französischer Organist, Orgellehrer und Komponist                                                           | 83    |       |
| 6. Mai  | Ludwig von dem Bongart                           | deutscher Rittergutsbesitzer und Hofbeamter                                                                 | 59    |       |
| 6. Mai  | Ernst Schäffer                                   | deutscher Gutsbesitzer und Politiker                                                                        | 65    |       |
| 7. Mai  | Adolph Reuss                                     | deutschamerikanischer Arzt und Zoologe (Herpetologe, Arachnologe)                                           | 73    |       |
| 7. Mai  | Benno von Tschirschky-Reichell                   | Gutsbesitzer und preußischer Politiker                                                                      | 67    |       |
| 8. Mai  | Meir Auerbach                                    | polnischer Rabbiner                                                                                         | 63    |       |
| 8. Mai  | Charles Morgan                                   | US-amerikanischer Eisenbahn- und Transport-Tycoon                                                           | 83    |       |
| 8. Mai  | Théophile Tilmant                                | französischer Geiger und Dirigent                                                                           | 78    |       |
| 9. Mai  | Robert Main                                      | britischer Astronom                                                                                         | 69    |       |
| 10. Mai | Philipp Enders                                   | deutscher Arzt und Mitglied der Frankfurter Nationalversammlung und des Weimarer Landtages                  | 70    |       |
| 10. Mai | Ottobald von Werthern                            | deutscher Grundbesitzer, Mitglied des preußischen Herrenhaus                                                | 83    |       |
| 10. Mai | Friedrich Wiedemann                              | deutscher Orgelbauer                                                                                        | 35    |       |
| 11. Mai | Maximilian Joseph Auer                           | deutscher Porzellanmaler, Glasmaler und Aquarellmaler                                                       | 72    |       |
| 11. Mai | Pierre Marie Philippe Aristide Denfert-Rochereau | französischer Oberst, Verteidiger von Belfort                                                               | 55    |       |
| 11. Mai | Domenico Guadalupi                               | italienischer Geistlicher und Erzbischof von Salerno                                                        | 66    |       |
| 11. Mai | Georg Haindl                                     | deutscher Unternehmer und Gründer der Haindl’schen Papierfabriken in Augsburg                               | 61    |       |
| 12. Mai | Catharine Beecher                                | US-amerikanische Schriftstellerin                                                                           | 77    |       |
| 12. Mai | Henry Lot                                        | niederländischer Figuren-, Tier- und Landschaftsmaler                                                       | 55    |       |
| 13. Mai | Joseph Henry                                     | US-amerikanischer Wissenschaftler und Professor an der Princeton University                                 | 80    |       |
| 14. Mai | Wilhelm Behn                                     | deutscher Anatom und Zoologie sowie Präsident der Leopoldina (1870–1878)                                    | 69    |       |
| 14. Mai | Ōkubo Toshimichi                                 | japanischer Innenminister der Meiji-Zeit                                                                    | 47    |       |
| 15. Mai | Georg Christian Tegtmeyer                        | Kaufmann und Senator der Hansestadt Lübeck                                                                  | 85    |       |
| 17. Mai | Joseph Ambros Michael von Albrecht               | bayerischer Politiker und Rechtswissenschaftler                                                             | 70    |       |
| 18. Mai | Carl Gustav Bernoulli                            | Schweizer Arzt, Botaniker und Forschungsreisender                                                           | 44    |       |
| 22. Mai | Eduard Haenel                                    | deutscher Ingenieur und Vorsitzender des Vereins Deutscher Ingenieure (VDI)                                 | 59    |       |
| 22. Mai | Franz von Holstein                               | deutscher Komponist                                                                                         | 52    |       |
| 23. Mai | Francisco Júlio de Caldas Aulete                 | portugiesischer Politiker, Didaktiker, Romanist, Lusitanist und Lexikograf                                  |       |       |
| 25. Mai | Andreas von Ettingshausen                        | österreichischer Mathematiker und Physiker                                                                  | 81    |       |
| 25. Mai | John Scott Harrison                              | US-amerikanischer Politiker (United States Whig Party)                                                      | 73    |       |
| 27. Mai | Basilio Calafati                                 | Zauberkünstler, Karussell- und Gasthausbesitzer                                                             | 78    |       |
| 27. Mai | Ferdinand Schur                                  | deutsch-österreichischer Botaniker, Chemiker und Fabrikant                                                  | 79    |       |
| 28. Mai | Ludwig Josef Bleser                              | deutscher Arzt                                                                                              | 67    |       |
| 28. Mai | Adolph Georg Wilhelm Leopold von Göphardt        | sächsischer Oberst und Ehrenbürger                                                                          | 88    |       |
| 28. Mai | William Chapman Hewitson                         | britischer Entomologe                                                                                       | 72    |       |
| 28. Mai | Georg Ludwig Kriegk                              | deutscher Historiker und Archivar                                                                           | 73    |       |
| 28. Mai | John Septimus Roe                                | australischer Entdecker und Politiker                                                                       | 81    |       |
| 28. Mai | John Russell, 1. Earl Russell                    | britischer Premierminister                                                                                  | 85    |       |
| 30. Mai | Julius von der Osten                             | deutscher Rittergutsbesitzer und Politiker, Herrenhausmitglied, MdR                                         | 70    |       |
| 31. Mai | Israel Daniel Rupp                               | US-amerikanischer Schriftsteller                                                                            | 74    |       |
| Mai     | Wilhelm Stiehler                                 | deutscher Jurist und Beamter                                                                                | 80    |       |
| Mai     | Mélanie Hahnemann                                | französische Malerin und homöopathische Ärztin                                                              | 78    |       |

## Juni
| Tag      | Name                                        | Beruf, bekannt als                                                                         | Alter | Beleg |
| -------- | ------------------------------------------- | ------------------------------------------------------------------------------------------ | ----- | ----- |
| 1. Juni  | Johann Fritz                                | deutscher Jurist, Professor für römisches Recht                                            | 79    |       |
| 2. Juni  | Alexander Gigl                              | österreichischer Bibliothekar, Archivar und Schriftsteller                                 | 56    |       |
| 2. Juni  | Franz Maria Ingenmey                        | deutscher Genremaler                                                                       | ≈48   |       |
| 3. Juni  | William Fitch Allen                         | US-amerikanischer Jurist und Politiker                                                     | 69    |       |
| 3. Juni  | Gottlieb Gassen                             | deutscher Maler                                                                            | 72    |       |
| 4. Juni  | Charles Ready                               | US-amerikanischer Politiker                                                                | 75    |       |
| 5. Juni  | Ernst von Bibra                             | deutscher Naturforscher und Schriftsteller                                                 | 71    |       |
| 6. Juni  | Achille Baraguey d’Hilliers                 | französischer General und Staatsmann, Marschall von Frankreich                             | 82    |       |
| 6. Juni  | Gottfried Herrmann                          | deutscher Organist und Komponist                                                           | 70    |       |
| 6. Juni  | Christian Heinrich Plaß                     | deutscher Pädagoge und Politiker                                                           | 65    |       |
| 6. Juni  | Robert Stirling                             | schottischer Priester und Ingenieur                                                        | 87    |       |
| 7. Juni  | Andreas Fleischmann                         | deutscher Kupfer-, Stahl- und Mezzotintostecher                                            | 66    |       |
| 8. Juni  | Elisabeth Concordia Crola                   | deutsche Malerin und Zeichnerin                                                            | 68    |       |
| 8. Juni  | Manoliki Taschew                            | bulgarischer Kaufmann und Politiker                                                        |       |       |
| 9. Juni  | Karl Lehrs                                  | deutscher Klassischer Philologe                                                            | 76    |       |
| 9. Juni  | Januarius MacGahan                          | amerikanischer Journalist                                                                  | 33    |       |
| 9. Juni  | Adolf von Selchow                           | preußischer Verwaltungsbeamter und Landrat                                                 | 67    |       |
| 10. Juni | Tranquillo Cremona                          | italienischer Maler                                                                        | 41    |       |
| 11. Juni | Johannes Friedrich Müller                   | sächsischer Jurist und Politiker                                                           | 65    |       |
| 12. Juni | William Cullen Bryant                       | US-amerikanischer Dichter und Journalist                                                   | 83    |       |
| 12. Juni | Julius Faucher                              | deutscher Journalist und Politiker (Freihändler und Manchester-Liberaler)                  | 57    |       |
| 12. Juni | Georg V.                                    | letzter König von Hannover, 2. Herzog von Cumberland                                       | 59    |       |
| 12. Juni | Martin Anton Niendorf                       | deutscher Schriftsteller, Parlamentarier, Gründer der Agrarier-Partei                      | 52    |       |
| 13. Juni | Carl Stål                                   | schwedischer Entomologe                                                                    | 45    |       |
| 14. Juni | Franz Joseph Holzwarth                      | deutscher katholischer Geistlicher und Autor                                               | 51    |       |
| 15. Juni | Henry Blundell                              | irischer Journalist und Gründer der „The Evening Post“ in Wellington, Neuseeland           |       |       |
| 15. Juni | Thomas Duffus Hardy                         | englischer Historiker Schriftsteller                                                       | 74    |       |
| 15. Juni | Antonius Mathijsen                          | niederländischer Mediziner                                                                 | 72    |       |
| 15. Juni | Shiv Dayal Singh                            | indischer Mystiker                                                                         | 59    |       |
| 16. Juni | William Branwhite Clarke                    | britisch-australischer Geistlicher, Geologe und Paläontologe                               | 80    |       |
| 16. Juni | Kikuchi Yōsai                               | japanischer Maler                                                                          | 96    |       |
| 16. Juni | Crawford W. Long                            | US-amerikanischer Arzt, Pionier der Ethernarkose                                           | 62    |       |
| 16. Juni | Karl Eduard Paulus                          | württembergischer Topograph                                                                | 75    |       |
| 17. Juni | Christian Schibsted                         | norwegischer Verleger                                                                      | 66    |       |
| 18. Juni | William Collins                             | US-amerikanischer Jurist und Politiker                                                     | 60    |       |
| 18. Juni | Terence J. Quinn                            | US-amerikanischer Politiker                                                                | 41    |       |
| 19. Juni | Martin Bider                                | Schweizer Arzt                                                                             | 66    |       |
| 19. Juni | Charles Hodge                               | US-amerikanischer Theologe                                                                 | 80    |       |
| 19. Juni | Joseph Rütten                               | deutscher Verleger und Mäzen                                                               | 72    |       |
| 20. Juni | Karl Heinrich Christian Bartels             | deutscher Arzt und Hochschullehrer                                                         | 55    |       |
| 21. Juni | Montagu William Graham                      | britischer Politiker und Offizier                                                          | 71    |       |
| 21. Juni | Johann Jakob Rychner                        | Schweizer Veterinär                                                                        | 75    |       |
| 22. Juni | Henry William Ferdinand Bolckow             | britischer Industrieller und Politiker                                                     | 71    |       |
| 22. Juni | Emmanuel Ludwig von Fellenberg              | Schweizer evangelischer Geistlicher                                                        | 67    |       |
| 22. Juni | Maximilian Reinganum                        | deutscher Jurist, Politiker und Publizist                                                  | 79    |       |
| 23. Juni | George Back                                 | britischer Marineoffizier und Polarforscher                                                | 81    |       |
| 23. Juni | Gustav Böhm                                 | ungarischer Dirigent, Dramaturg und Opernregisseur                                         | 55    |       |
| 23. Juni | Christophe Joachim Marro                    | Schweizer Politiker und Richter                                                            | 78    |       |
| 25. Juni | Julius Lange                                | deutscher Maler                                                                            | 60    |       |
| 25. Juni | Johann Schweminski                          | deutscher Autor und Lehrer                                                                 | 65    |       |
| 25. Juni | Henriette von Seckendorff-Gutend            | deutsche Wohltäterin und „Heilerin“                                                        | 59    |       |
| 26. Juni | Maria de las Mercedes d’Orléans-Montpensier | spanisch-französische Prinzessin aus dem Haus Orléans und durch Heirat Königin von Spanien | 18    |       |
| 26. Juni | Francisco Adolfo de Varnhagen               | brasilianischer Historiker, Diplomat und Schriftsteller                                    | 62    |       |
| 27. Juni | Sidney Breese                               | US-amerikanischer Jurist und Politiker                                                     | 77    |       |
| 27. Juni | Alexander von Busse                         | deutscher Offizier, zuletzt Generalleutnant                                                | 64    |       |
| 27. Juni | Moses Hampton                               | US-amerikanischer Politiker                                                                | 74    |       |
| 28. Juni | Johannes Franz August von Devivere          | deutscher Kommunalpolitiker und Landrat                                                    | 79    |       |
| 28. Juni | Gottlieb Matthias Carl Masch                | deutscher Numismatiker, Heraldiker, Genealoge und Historiker                               | 83    |       |
| 29. Juni | Ludwig Heller                               | deutscher evangelisch-lutherischer Geistlicher                                             | 73    |       |
| 30. Juni | Karl Weigand                                | deutscher Germanist                                                                        | 73    |       |

## Juli
| Tag      | Name                                          | Beruf, bekannt als                                                                                         | Alter | Beleg |
| -------- | --------------------------------------------- | --- | ----- | ----- |
| 1. Juli  | Pietro Casaretto                              | italienischer Abt und Gründer der Kongregation von Subiaco                                                 | 68    |       |
| 1. Juli  | Adrien de Mailly                              | französischer General und Marschall, Chevalier du Saint-Esprit                                             | 86    |       |
| 1. Juli  | Catherine Winkworth                           | englische Übersetzerin                                                                                     | 50    |       |
| 2. Juli  | François Bazin                                | französischer Komponist                                                                                    | 61    |       |
| 2. Juli  | Josef Gunkel                                  | österreichischer Schneidermeister                                                                          | 75    |       |
| 3. Juli  | Isidor Didion                                 | französischer General                                                                                      | 80    |       |
| 3. Juli  | Marie Norden                                  | deutsche Schriftstellerin                                                                                  | 65    |       |
| 3. Juli  | Daniel Sturgeon                               | US-amerikanischer Politiker                                                                                | 88    |       |
| 4. Juli  | Rudolf Bayer                                  | österreichischer Architekt und Ingenieur                                                                   | 53    |       |
| 4. Juli  | Felix Bockhorni                               | deutscher Landschaftsmaler, königlich-bayerischer Hofmaler                                                 | 77    |       |
| 4. Juli  | Henri-François Gaultier de Claubry            | französischer Chemiker (Toxikologe)                                                                        | 85    |       |
| 4. Juli  | Vital Maria Conçalves de Oliveira             | Bischof von Olinda                                                                                         | 33    |       |
| 5. Juli  | Giles W. Hotchkiss                            | US-amerikanischer Jurist und Politiker                                                                     | 62    |       |
| 5. Juni  | Wilhelmine Mutzenbecher                       | deutsche Gründerin der Martha-Stiftung                                                                     | 76    |       |
| 6. Juli  | Lorenz Bob                                    | deutscher Uhrmacher                                                                                        | 72    |       |
| 6. Juli  | Maria Locke                                   | erste Aborigine, die einen Weißen heiratete                                                                |       |       |
| 8. Juli  | Juan Pedro Esnaola                            | argentinischer Komponist                                                                                   | 69    |       |
| 9. Juli  | Jakob Friedrich Bengel                        | Schultheiß in Treschklingen und Abgeordneter im Badischen Landtag                                          | 60    |       |
| 9. Juli  | Barthélemy Charles Joseph Dumortier           | belgischer Botaniker und Mitglied der Deputiertenkammer                                                    | 81    |       |
| 13. Juli | Heinrich Blochmann                            | deutscher Orientalist und Hochschullehrer                                                                  | 40    |       |
| 16. Juli | Laura Gonzenbach                              | Schweizer Märchensammlerin                                                                                 | 35    |       |
| 16. Juli | Maurice Joly                                  | französischer Anwalt und Schriftsteller                                                                    |       |       |
| 16. Juli | Karl Friedrich August Nobbe                   | deutscher Pädagoge und Philologe                                                                           | 87    |       |
| 17. Juli | Bertold von Bibra                             | Forstmeister und Landtagsabgeordneter Großherzogtum Hessen                                                 | 74    |       |
| 17. Juli | Thomas Oldham                                 | irischer Geologe                                                                                           | 62    |       |
| 19. Juli | Rudolph Siebeck                               | deutsch-österreichischer Gartengestalter und Gartentheoretiker                                             | 66    |       |
| 19. Juli | Jegor Iwanowitsch Solotarjow                  | russischer Mathematiker                                                                                    | 31    |       |
| 20. Juli | William Cain                                  | US-amerikanischer Politiker                                                                                | 85    |       |
| 20. Juli | Gustav Wallis                                 | deutscher Botaniker                                                                                        | 48    |       |
| 21. Juli | Honorius Burger                               | österreichischer Benediktinerabt, Historiker und Zeichner                                                  | 89    |       |
| 21. Juli | Johann Baptist Sonderland                     | deutscher Maler und Radierer                                                                               | 73    |       |
| 22. Juli | Robert L. Tillotson                           | US-amerikanischer Jurist und Politiker                                                                     |       |       |
| 23. Juli | Jean Pierre Cornets de Groot van Kraaijenburg | niederländischer Politiker                                                                                 | 70    |       |
| 23. Juli | Miguel Hilarión Eslava                        | spanischer Komponist, Musikforscher und Musikpädagoge des 19. Jahrhunderts                                 | 70    |       |
| 23. Juli | Anton Jussel                                  | liberaler Advokat und Landeshauptmann Vorarlbergs                                                          | 61    |       |
| 23. Juli | Carl von Rokitansky                           | österreichischer Pathologe, Politiker und Philosoph                                                        | 74    |       |
| 24. Juli | Ludwig Mayer                                  | deutscher Mediziner                                                                                        | 39    |       |
| 24. Juli | Hastings Yelverton                            | britischer Admiral, Erster Seelord                                                                         | 70    |       |
| 25. Juli | Friedrich Wilhelm Möller                      | deutscher Unternehmer und Abgeordneter                                                                     | 73    |       |
| 25. Juli | Carl Wilhelm Louis Preuß                      | erster amtierender Apostel der allgemeinen christlichen apostolischen Mission                              | 51    |       |
| 26. Juli | Mustafa Khaznadar                             | tunesischer Politiker                                                                                      |       |       |
| 27. Juli | Theodor Beise                                 | deutsch-baltischer Verwaltungsjurist                                                                       | 60    |       |
| 27. Juli | Gustav Knak                                   | deutscher lutherischer Theologe, Erweckungsprediger, Förderer des Missionsgedankens und Kirchenlieddichter | 72    |       |
| 28. Juli | George Law Curry                              | Gouverneur von Oregon                                                                                      | 58    |       |
| 28. Juli | Christian Eduard Langethal                    | deutscher Pflanzenbauwissenschaftler, Botaniker und Agrarhistoriker                                        | 72    |       |
| 30. Juli | Johannes Heinrich Beckmann                    | deutscher römisch-katholischer Geistlicher und Bischof von Osnabrück                                       | 76    |       |
| 30. Juli | Ignaz Dullinger                               | österreichischer Hof- und Kirchenmaler                                                                     | 75    |       |
| 30. Juli | Alessandro Franchi                            | Kardinalstaatssekretär                                                                                     | 59    |       |
| 30. Juli | Johann Jakob Müller                           | Schweizer Historiker und Hochschullehrer                                                                   | 31    |       |
| 30. Juli | George F. Shepley                             | US-amerikanischer Politiker und General in der Unionsarmee                                                 | 59    |       |

## August
| Tag        | Name                                | Beruf, bekannt als                                                                                    | Alter | Beleg |
| ---------- | ----------------------------------- | --- | ----- | ----- |
| 1. August  | Theodor Gericke                     | preußischer Generalmajor                                                                              | 59    |       |
| 1. August  | Johann Gustav Grunewald             | deutsch-amerikanischer Maler                                                                          | 72    |       |
| 2. August  | Richard Leidholdt                   | deutscher Unternehmer und Politiker                                                                   |       |       |
| 3. August  | Joseph Haßlwander                   | österreichischer Zeichner, Maler und Zeichenlehrer                                                    | 65    |       |
| 4. August  | Maurice Barman                      | Schweizer Politiker                                                                                   | 69    |       |
| 4. August  | Adam Hammer                         | Militärarzt, Revolutionsteilnehmer                                                                    | 59    |       |
| 4. August  | Giorgio Pallavicino Trivulzio       | italienischer Politiker und Freiheitskämpfer während des Risorgimento                                 | 82    |       |
| 6. August  | Johann Conrad Endemann              | deutscher Jurist und Gerichtspräsident                                                                | 85    |       |
| 6. August  | Adolf Hermann Robert Feeder         | deutscher Beamter, Oberdeichinspektor und Deichhauptmann des Oderbruchs (1870–1876)                   | 48    |       |
| 7. August  | Cay Dietrich Lienau                 | Lübecker Kaufmann und Politiker                                                                       | 57    |       |
| 9. August  | Johann Nicolaus Haage               | deutscher Kunst- und Handelsgärtner                                                                   | 52    |       |
| 9. August  | Arthur von Saurma-Jeltsch           | deutscher Politiker, MdR                                                                              | 47    |       |
| 10. August | John Bragg                          | US-amerikanischer Rechtsanwalt, Richter und Politiker                                                 | 72    |       |
| 10. August | Friedrich Adolph Brüggemann         | deutscher Unternehmer und Versicherungsagent sowie Gründer der Aachener Rückversicherungsgesellschaft | 81    |       |
| 13. August | Carl Friedrich Kohlbach             | deutscher Kaufmann und Gutsbesitzer                                                                   | 84    |       |
| 13. August | Petrus van Oeckelen                 | Orgelbauer                                                                                            | 85    |       |
| 13. August | Conrad Heinrich Schöffer            | Kaffeehändler                                                                                         | 62    |       |
| 14. August | Adolf Wilhelm Hillingh              | deutscher Verwaltungsbeamter und Politiker                                                            | 70    |       |
| 14. August | Wilhelm Heinrich Jobelmann          | Bürgerrepräsentant                                                                                    | 77    |       |
| 14. August | Wilhelm Rüstow                      | deutscher revolutionärer Militärschriftsteller                                                        | 57    |       |
| 15. August | Georg von Hippel                    | preußischer Verwaltungsbeamter                                                                        | 76    |       |
| 16. August | Max Hödel                           | deutscher Attentäter                                                                                  | 21    |       |
| 16. August | Nikolai Wladimirowitsch Mesenzow    | russischer General und Staatsmann                                                                     | 51    |       |
| 16. August | William Muhlenberg Hiester          | US-amerikanischer Militär und Politiker                                                               | 60    |       |
| 16. August | Joseph Naudet                       | französischer Philologe, Historiker und Bibliothekar                                                  | 91    |       |
| 16. August | Richard Upjohn                      | US-amerikanischer Architekt                                                                           | 76    |       |
| 17. August | Garnett Adrain                      | US-amerikanischer Politiker                                                                           | 62    |       |
| 17. August | Theodor Döring                      | deutscher Schauspieler                                                                                | 75    |       |
| 17. August | Karl Bernhard Moll                  | deutscher evangelischer Theologe                                                                      | 71    |       |
| 17. August | Daniel Schillock                    | litauisch-deutscher Rechtsanwalt und Senator in Minnesota                                             |       |       |
| 18. August | Davide Lazzaretti                   | italienischer Prediger, Mystiker                                                                      | 43    |       |
| 18. August | Balie Peyton                        | US-amerikanischer Politiker                                                                           | 74    |       |
| 19. August | Mihály Horváth                      | ungarischer Historiker und Theologe                                                                   | 68    |       |
| 19. August | William Wirt Vaughan                | US-amerikanischer Politiker                                                                           | 47    |       |
| 20. August | Thomas Boch                         | Beamter, als 1848er Patriot Opfer der Reaktion                                                        | 67    |       |
| 20. August | Heinrich Smidt                      | deutscher Jurist, Politiker, Bremer Senator und Archivar                                              | 72    |       |
| 21. August | Magnus Iwanowitsch von Brevern      | russischer Generalmajor der Kaiserlich-russischen Armee                                               | 52    |       |
| 21. August | Carl Grundmann                      | österreichischer Erfinder und Unternehmer                                                             | 60    |       |
| 21. August | Carl Hagemann                       | deutscher Jurist und Politiker                                                                        | 57    |       |
| 21. August | Conrad Martens                      | englischer Maler                                                                                      |       |       |
| 22. August | Gustav Albrecht                     | deutscher Politiker                                                                                   | 50    |       |
| 22. August | Maria Christina von Neapel-Sizilien | Königin und Regentin von Spanien                                                                      | 72    |       |
| 22. August | Favell Lee Mortimer                 | englische Autorin von Sachbüchern für Kinder                                                          | 76    |       |
| 23. August | Adolf Fredrik Lindblad              | schwedischer Komponist                                                                                | 77    |       |
| 24. August | Wilhelm Bernhardi                   | deutscher Schriftsteller                                                                              | 78    |       |
| 24. August | Stephen A. Cobb                     | US-amerikanischer Politiker                                                                           | 45    |       |
| 24. August | Franz von Fleischer                 | deutscher Botaniker                                                                                   | 76    |       |
| 24. August | Eduard Lintz                        | deutscher Arzt                                                                                        | 59    |       |
| 24. August | Rudolph Willmers                    | deutscher Komponist und Pianist                                                                       | 56    |       |
| 25. August | Johann Mannhardt                    | deutscher Uhrmacher                                                                                   | 79    |       |
| 26. August | Mirjam von Abellin                  | palästinensische Karmelitin und Heilige                                                               | 32    |       |
| 26. August | Seth Padelford                      | US-amerikanischer Politiker                                                                           | 70    |       |
| 27. August | Friedrich Alexander Leopold Cranz   | deutscher evangelischer Geistlicher                                                                   | 71    |       |
| 28. August | Robert von Lehmann                  | Landtagsabgeordneter Großherzogtum Hessen                                                             | 60    |       |
| 29. August | Friedrich Jaeger                    | Schweizer Architekt                                                                                   | 43    |       |
| 30. August | John Adams Jackson                  | amerikanischer Bildhauer                                                                              | 52    |       |
| 31. August | Wilhelm Boshart                     | deutscher Landschaftsmaler                                                                            | 63    |       |

## September
| Tag           | Name                                           | Beruf, bekannt als                                                                            | Alter | Beleg |
| ------------- | ---------------------------------------------- | --------------------------------------------------------------------------------------------- | ----- | ----- |
| 1. September  | Adolf Breymann                                 | deutscher Bildhauer                                                                           | 39    |       |
| 1. September  | Georg Krug                                     | Landtagsabgeordneter Großherzogtum Hessen                                                     | 77    |       |
| 2. September  | Joseph Héliodore Sagesse Vertu Garcin de Tassy | französischer Orientalist                                                                     | 84    |       |
| 2. September  | Henry Huntly Haight                            | Gouverneur von Kalifornien                                                                    | 53    |       |
| 2. September  | Alexander Iwanowitsch Villoing                 | russischer Klavierpädagoge                                                                    | 70    |       |
| 2. September  | Carl Zedelius                                  | oldenburgischer Politiker                                                                     | 78    |       |
| 3. September  | William S. Morgan                              | US-amerikanischer Politiker                                                                   | 76    |       |
| 4. September  | Frank Welch                                    | US-amerikanischer Politiker                                                                   | 43    |       |
| 5. September  | Ernst Wirth                                    | deutscher Jurist und Politiker (DP), MdR                                                      | 58    |       |
| 6. September  | Gottlieb Kyllmann                              | Gutsbesitzer, Kreisdeputierter und preußischer Landrat                                        | 75    |       |
| 6. September  | Benjamin D. Nabers                             | US-amerikanischer Politiker                                                                   | 65    |       |
| 6. September  | Ernest Quetelet                                | belgischer Astronom                                                                           | 53    |       |
| 7. September  | Mehmed Ali Pascha                              | osmanischer Feldmarschall deutscher Herkunft                                                  | 50    |       |
| 8. September  | José Areso                                     | spanischer Franziskaner, Ordensgründer und Klostergründer                                     |       |       |
| 8. September  | Miguel García Granados Zavala                  | guatemaltekischer General und Präsident                                                       | 68    |       |
| 8. September  | William W. J. Kelly                            | US-amerikanischer Politiker und der erste Vizegouverneur des Staates Florida                  | 64    |       |
| 9. September  | Niels Ludvig Westergaard                       | dänischer Orientalist                                                                         | 62    |       |
| 10. September | Friedrich Georg Bering                         | deutscher Richter und Parlamentarier                                                          | 74    |       |
| 10. September | Karl Eduard Nobiling                           | deutscher Attentäter, der ein Attentat auf Kaiser Wilhelm I. verübte                          | 30    |       |
| 10. September | Ludwig von Oertzen                             | mecklenburgischer Gutsbesitzer, Landrat und Politiker                                         | 77    |       |
| 10. September | Friedrich Snell                                | nassauischer Pfarrer und Politiker                                                            | 65    |       |
| 12. September | Friedrich von Alberti                          | deutscher Geologe                                                                             | 83    |       |
| 13. September | Franz Liebieg                                  | böhmischer Industrieller                                                                      | 79    |       |
| 14. September | Thomas Conrad von Baldenstein                  | Schweizer Naturforscher                                                                       | 94    |       |
| 16. September | Ernst Reißner                                  | deutsch-baltischer Mediziner und Anatom                                                       | 53    |       |
| 16. September | Emil zu Sayn-Wittgenstein-Berleburg            | kaiserlich-russischer General                                                                 | 54    |       |
| 16. September | Ferdinand Stiehl                               | Beamter im preußischen Kultusministerium                                                      | 66    |       |
| 17. September | Jakob Anderegg                                 | Schweizer Bergführer                                                                          | 49    |       |
| 17. September | Robert M. Anderson                             | US-amerikanischer Politiker                                                                   | 53    |       |
| 18. September | Johann Joseph Bauerband                        | deutscher Jurist, Universitätsprofessor und 1848 Mitglied der Preußischen Nationalversammlung | 78    |       |
| 18. September | Friedrich Held                                 | Landtagsabgeordneter Herzogtum Nassau                                                         | 77    |       |
| 19. September | Orélie Antoine de Tounens                      | französischer Anwalt, Abenteurer und selbsternannter König von Araukarien und Patagonien      | 53    |       |
| 20. September | William Field                                  | US-amerikanischer Politiker                                                                   | 88    |       |
| 21. September | Thomas Belt                                    | englischer Geologe                                                                            | 45    |       |
| 21. September | Giulio Curioni                                 | italienischer Geologe                                                                         | 82    |       |
| 22. September | Richard John Griffith                          | irischer Geologe                                                                              | 94    |       |
| 22. September | Wilhelm Zimmermann                             | deutscher protestantischer Theologe, Dichter, Historiker und Politiker                        | 71    |       |
| 23. September | Gustav von Habermann                           | deutscher Rittergutsbesitzer und Politiker (Zentrum), MdR                                     | 60    |       |
| 23. September | Jaques von Specht                              | hessischer Landrat                                                                            | 71    |       |
| 24. September | Odoardo Agnelli                                | italienischer Geistlicher, Kurienbischof der römisch-katholischen Kirche                      | 64    |       |
| 24. September | Alexandre André Jacob                          | französischer Schriftsteller                                                                  |       |       |
| 24. September | Addison H. Laflin                              | US-amerikanischer Politiker                                                                   | 54    |       |
| 25. September | August Petermann                               | deutscher Geograph und Kartograf                                                              | 56    |       |
| 27. September | Julius Müller                                  | deutscher evangelischer Theologe                                                              | 77    |       |
| 27. September | Benjamin Thomas                                | US-amerikanischer Jurist und Politiker                                                        | 65    |       |
| 28. September | Karl August Muffat                             | bayerischer Historiker, Archivar und Numismatiker                                             | 73    |       |
| 29. September | Heinrich Johann Wilhelm Bentinck               | britischer General                                                                            | 82    |       |

## Oktober
| Tag         | Name                                     | Beruf, bekannt als                                                   | Alter | Beleg |
| ----------- | ---------------------------------------- | -------------------------------------------------------------------- | ----- | ----- |
| 1. Oktober  | Mindon Min                               | König von Birma                                                      | 70    |       |
| 2. Oktober  | Gustav von Deutsch                       | deutsch-amerikanischer Offizier                                      | 53    |       |
| 2. Oktober  | Ferdinand Friedrich August Klusemann     | deutscher Zivilingenieur und Unternehmer                             | 56    |       |
| 2. Oktober  | Jacob von der Lippe                      | norwegischer Bischof und Parlamentspräsident                         | 81    |       |
| 3. Oktober  | Joseph Hutter                            | österreichischer Politiker                                           | 78    |       |
| 4. Oktober  | Robert Harkness                          | britischer Geologe und Paläontologe                                  | 62    |       |
| 4. Oktober  | Wilhelm Schröder                         | niederdeutscher Schriftsteller und Verleger                          | 70    |       |
| 5. Oktober  | Jacob P. Chamberlain                     | US-amerikanischer Politiker                                          | 76    |       |
| 5. Oktober  | Louise Catharine Harriers-Wippern        | königlich preußische Kammersängerin                                  | 42    |       |
| 5. Oktober  | Alexandre Félix Gustave Achille Leymérie | französischer Geologe und Mineraloge                                 | 77    |       |
| 5. Oktober  | Frederic Thesiger, 1. Baron Chelmsford   | britischer Jurist und Politiker                                      | 84    |       |
| 6. Oktober  | Jørgen Wright Cappelen                   | norwegischer Buchhändler und Verleger                                | 73    |       |
| 6. Oktober  | Gottlieb Wagner (Gastronom)              | deutscher Weinbergarbeiter und Gastwirt im Saaletal                  | 83    |       |
| 7. Oktober  | Tomás Cipriano de Mosquera               | kolumbianischer General und Politiker                                | 80    |       |
| 8. Oktober  | Oviatt Cole                              | US-amerikanischer Politiker                                          | 69    |       |
| 8. Oktober  | Malcolm Duncan Graham                    | US-amerikanischer Jurist sowie konföderierter Politiker und Offizier | 51    |       |
| 8. Oktober  | Moses Reiß                               | deutscher Rabbiner                                                   | 75    |       |
| 8. Oktober  | Clemens Reifert                          | Gutsbesitzer und Mitglied der kurhessischen Ständeversammlung        | 70    |       |
| 8. Oktober  | Gustav von Roeder                        | deutscher Jurist                                                     | 73    |       |
| 8. Oktober  | Karl Hermann von Somnitz                 | deutscher Rittergutsbesitzer, Hofbeamter und Parlamentarier          | 65    |       |
| 9. Oktober  | Friedrich Germann                        | deutscher Mediziner und Hochschullehrer                              | 58    |       |
| 9. Oktober  | Abraham Oppenheim                        | deutscher Bankier                                                    | 74    |       |
| 9. Oktober  | Rudolph Wirsing                          | deutscher Schauspieler, Sänger und Theaterdirektor                   | 69    |       |
| 11. Oktober | Brutus J. Clay                           | US-amerikanischer Politiker                                          | 70    |       |
| 11. Oktober | Félix Dupanloup                          | römisch-katholischer Bischof von Orléans                             | 76    |       |
| 12. Oktober | William Thomas Ward                      | US-amerikanischer Offizier und Politiker                             | 70    |       |
| 12. Oktober | Hartmann von Witzleben                   | preußischer Beamter, Oberpräsident Provinz Sachsen                   | 72    |       |
| 13. Oktober | Seligmann Bär Bamberger                  | deutscher Rabbiner                                                   | 70    |       |
| 13. Oktober | Gabriel Delafosse                        | französischer Mineraloge und Kristallograph                          | 82    |       |
| 13. Oktober | Ambrose Kingsland                        | US-amerikanischer Politiker                                          | 74    |       |
| 13. Oktober | Joseph Neumann                           | böhmischer Numismatiker                                              | 63    |       |
| 18. Oktober | Giovanni Giuseppe Bianconi               | italienischer Malakologe, Herpetologe, Botaniker und Geologe         | 69    |       |
| 18. Oktober | Gustav Friedrich Hänel                   | deutscher Jurist und Rechtshistoriker                                | 86    |       |
| 19. Oktober | Irénée-Jules Bienaymé                    | französischer Wahrscheinlichkeitstheoretiker und Statistiker         | 82    |       |
| 19. Oktober | Benjamin Henry Latrobe, II               | US-amerikanischer Bauingenieur, Eisenbahnbrückenbau                  | 71    |       |
| 19. Oktober | Gotthard von Vietinghoff                 | kurländischer Landesbeamter                                          | 76    |       |
| 21. Oktober | Friedrich von Nerly                      | deutscher Maler                                                      | 70    |       |
| 21. Oktober | Louis Thomas                             | deutscher Pädagoge, Leipziger Schuldirektor                          | 63    |       |
| 22. Oktober | Davis Carpenter                          | US-amerikanischer Politiker                                          | 78    |       |
| 22. Oktober | Hugh Alexander Kennedy                   | englischer Schachspieler                                             |       |       |
| 22. Oktober | Gaudenz Taverna                          | Schweizer Zeichner und Porträtmaler                                  | 64    |       |
| 24. Oktober | John S. Carlile                          | US-amerikanischer Politiker                                          | 60    |       |
| 24. Oktober | Paul Cullen                              | irischer Kardinal                                                    | 75    |       |
| 24. Oktober | Karl                                     | Herzog von Schleswig-Holstein-Sonderburg-Glücksburg                  | 65    |       |
| 24. Oktober | Luise Reinhardt                          | deutsche Schriftstellerin                                            | 71    |       |
| 25. Oktober | Édouard Beugniot                         | französischer Ingenieur und Lokomotiv-Bauer                          | 56    |       |
| 25. Oktober | Carl Justus Heckmann                     | deutscher Kupferschmied und Industrieller                            | 92    |       |
| 25. Oktober | Ludwig Maurer                            | deutscher Violinist, Komponist und Dirigent                          | 89    |       |
| 25. Oktober | Carl August Schwerdgeburth               | Kupferstecher und Maler                                              | 93    |       |
| 28. Oktober | August Theodor von Grimm                 | deutscher Pädagoge, Schriftsteller, Musiker und russischer Staatsrat | 72    |       |
| 28. Oktober | Karl Hecker                              | deutscher Mediziner und Hochschullehrer                              | 65    |       |
| 28. Oktober | Julius Hübner                            | deutscher Theaterschauspieler                                        | 39    |       |
| 28. Oktober | Johann Georg Kohl                        | deutscher Reiseschriftsteller                                        | 70    |       |
| 28. Oktober | Georg Pezolt                             | österreichischer Maler                                               | 68    |       |
| 28. Oktober | Johann Wöbcken                           | deutscher Politiker                                                  | 76    |       |
| 31. Oktober | Johann Samuel Ferdinand Blumröder        | evangelisch-lutherischer Geistlicher in Thüringen                    | 85    |       |
| 31. Oktober | Louis-Antoine Garnier-Pagès              | französischer Politiker                                              | 75    |       |
| 31. Oktober | Ferdinand Weyhe                          | deutscher Agrarwissenschaftler                                       | 82    |       |
| Oktober     | Wilhelm Schimper                         | deutscher Naturforscher, Reisender und Botaniker                     | 74    |       |

## November
| Tag           | Name                               | Beruf, bekannt als                                                                                                  | Alter | Beleg |
| ------------- | ---------------------------------- | --- | ----- | ----- |
| 1. November   | Carl Flemming                      | deutscher Buchhändler und Verleger                                                                                  | 71    |       |
| 1. November   | Ludwig von Türcke                  | preußischer Generalmajor                                                                                            | 72    |       |
| 4. November   | Wilhelm Eduard Hyppolite           | deutscher Politiker und Tabakfabrikant                                                                              | 79    |       |
| 4. November   | Ludwig Meyn                        | deutscher Geologe und Wissenschaftler                                                                               | 58    |       |
| 5. November   | Heinrich Kaehler                   | deutscher Bildhauer                                                                                                 | 74    |       |
| 5. November   | Jakob Sengler                      | deutscher Philosoph, katholischer Theologe                                                                          | 79    |       |
| 5. November   | Wilhelm Weißenborn                 | deutscher Theologe, Historiker, Philologe und Politiker                                                             | 74    |       |
| 6. November   | Carl Anton Bretschneider           | deutscher Mathematiker und Jurist                                                                                   | 70    |       |
| 6. November   | William George Clark               | englischer Altphilologe und Shakespeare-Forscher                                                                    | 57    |       |
| 6. November   | James Fazy                         | Schweizer Politiker und Publizist                                                                                   | 84    |       |
| 6. November   | Albert von Thimus                  | deutscher Appellationsgerichtsrat, Wegbereiter der Harmonik und Politiker (Zentrum), MdR                            | 72    |       |
| 8. November   | John Retcliffe                     | deutscher Schriftsteller                                                                                            | 62    |       |
| 8. November   | Rosa Warrens                       | schwedisch-deutsche Dichterin und Übersetzerin von Volksliedern                                                     | 57    |       |
| 9. November   | Anton Riemerschmid                 | bayerischer Spirituosenfabrikant und Politiker                                                                      | 76    |       |
| 10. November  | Adalbert von der Recke-Volmerstein | Gründungsvater der Diakonie                                                                                         | 87    |       |
| 11. November  | Robert Havell der Jüngere          | englischer Graveur und Maler                                                                                        | 84    |       |
| 11. November  | Norman B. Judd                     | US-amerikanischer Politiker                                                                                         | 63    |       |
| 12. November  | Berthold von Freydorf              | Offizier, General                                                                                                   | 57    |       |
| 12. November  | Robert von Welz                    | deutscher Mediziner und Hochschullehrer                                                                             | 63    |       |
| 13. November  | Carl Heissler                      | österreichischer Geiger und Bratschist                                                                              | 55    |       |
| 13. November  | Sigmund von Reischach              | österreichischer Offizier und Diplomat                                                                              | 69    |       |
| 15. November  | Georg Hiltl                        | deutscher Dichter und Schauspieler                                                                                  | 52    |       |
| 15. November  | Fidel Kuen                         | deutscher Verwaltungsbeamter                                                                                        |       |       |
| 15. September | Joseph Alois Moshamer              | österreichischer Schriftsteller, Lehrer und Beamter                                                                 | 78    |       |
| 16. November  | Anton Dominik von Fernkorn         | deutsch-österreichischer Bildhauer und Bildgießer                                                                   | 65    |       |
| 16. November  | Marie von Hessen-Darmstadt         | Prinzessin von Hessen-Darmstadt                                                                                     | 4     |       |
| 16. November  | Johann Adolf Karl van Heusde       | niederländischer Philologe und Literaturwissenschaftler                                                             | 66    |       |
| 16. November  | Đura Jakšić                        | serbischer realistischer Dichter, Lehrer, Maler, Redner und Seefahrer                                               | 46    |       |
| 16. November  | Friedrich Köster                   | lutherischer Theologe und Hochschullehrer; Bremen-Verdener Generalsuperintendent                                    | 87    |       |
| 16. November  | Frederick A. MacDougal             | US-amerikanischer Politiker                                                                                         |       |       |
| 16. November  | Charles Vilain XIIII               | belgischer Politiker                                                                                                | 75    |       |
| 17. November  | Florian Dorfner                    | bayerischer Politiker                                                                                               | 76    |       |
| 17. November  | Karl Theodor Keim                  | deutscher evangelischer Theologe (Neutestamentler) und Kirchenhistoriker                                            | 62    |       |
| 17. November  | Adolph Methfessel                  | deutscher Komponist                                                                                                 | 71    |       |
| 17. November  | Gustav Adolf Wolff                 | deutscher Journalist und Verleger                                                                                   | 59    |       |
| 18. November  | Karl Rettich                       | österreichischer Schauspieler                                                                                       | 73    |       |
| 18. November  | Eduard Rüffer                      | deutscher Schriftsteller                                                                                            | 42    |       |
| 19. November  | Samuel Bough                       | schottischer Landschaftsmaler                                                                                       | 56    |       |
| 19. November  | Therese Elßler                     | Tänzerin | 70    |       |
| 19. November  | Leonz Landis                       | Schweizer Baumeister und Unternehmer                                                                                | 65    |       |
| 19. November  | Abraham Dob Lebensohn              | hebräischer Dichter und Grammatiker sowie Vorkämpfer der litauischen Haskala                                        |       |       |
| 19. November  | Ferdinand von Massow               | preußischer Generalmajor                                                                                            | 48    |       |
| 19. November  | Salomon Tobler                     | Schweizer Pfarrer und Dichter                                                                                       | 83    |       |
| 20. November  | Julius Elwanger                    | preußischer Spitzenbeamter, Oberbürgermeister von Breslau                                                           | 71    |       |
| 21. November  | Henriette Burenne                  | tschechische Sängerin                                                                                               |       |       |
| 21. November  | Agathon Wunderlich                 | deutscher Rechtsgelehrter und Oberappellationsgerichtsrat                                                           | 68    |       |
| 22. November  | Jean Théodore Bergman              | niederländischer evangelischer Geistlicher, Philologe und Bibliothekar                                              | 83    |       |
| 22. November  | Jakob Juratzka                     | österreichischer Botaniker                                                                                          | 57    |       |
| 22. November  | Ludwik Mierosławski                | polnischer Revolutionär                                                                                             | 64    |       |
| 22. November  | Sándor Rózsa                       | ungarischer Bandit                                                                                                  | 65    |       |
| 22. November  | Pjotr Andrejewitsch Wjasemski      | russischer Autor | 86    |       |
| 24. November  | Carl Beisbarth sen.                | deutscher Architekt                                                                                                 | 70    |       |
| 24. November  | Louis Bouton                       | französisch-mauritischer Botaniker                                                                                  | 78    |       |
| 24. November  | Eugen von Gorup-Besánez            | deutscher Chemiker                                                                                                  | 61    |       |
| 25. November  | Karl Pfretzschner                  | bayerischer Kaufmann, Bankier und Abgeordneter des Zollparlaments                                                   | 68    |       |
| 25. November  | Vincent Spaccapietra               | italienischer katholischer Geistlicher, Erzbischof von Port of Spain, Erzbischof von Izmir                          | 77    |       |
| 26. November  | Theodor Muther                     | deutscher Rechtswissenschaftler und Historiker                                                                      | 52    |       |
| 27. November  | Albert Emil Brachvogel             | deutscher Schriftsteller                                                                                            | 54    |       |
| 27. November  | Kolmar von Debschitz               | schlesisch-preußischer Generalleutnant                                                                              | 68    |       |
| 27. November  | Friedrich Grelle                   | deutscher Mathematiker                                                                                              | 43    |       |
| 28. November  | Johann Wilhelm Baum                | deutscher evangelischer Theologe                                                                                    | 68    |       |
| 28. November  | George Henry Lewes                 | englischer Schriftsteller, Literaturkritiker und Philosoph                                                          | 61    |       |
| 28. November  | Jeremiah Morton                    | US-amerikanischer Politiker                                                                                         | 79    |       |
| 28. November  | Marco Aurelio Zani de Ferranti     | italienischer Gitarrist und Komponist                                                                               | 76    |       |
| 29. November  | Theodor Ladewig                    | deutscher klassischer Philologe und Gymnasiallehrer                                                                 |       |       |
| 30. November  | Christine Höffler                  | deutsche Porträt- und Historienmalerin sowie Ordensschwester der Gesellschaft vom Heiligen Herzen Jesu (Sacré-Cœur) | 51    |       |
| 30. November  | Julius Krais                       | schwäbischer Pfarrer und Dichter                                                                                    | 71    |       |
| 30. November  | Lyman Tremain                      | US-amerikanischer Politiker                                                                                         | 59    |       |

## Dezember
| Tag          | Name                                    | Beruf, bekannt als                                                                          | Alter | Beleg |
| ------------ | --------------------------------------- | ------------------------------------------------------------------------------------------- | ----- | ----- |
| 1. Dezember  | Joseph Günzburg                         | russischer Bankier                                                                          |       |       |
| 2. Dezember  | Gustav von Bonin                        | preußischer Politiker, MdR und Gutsbesitzer                                                 | 81    |       |
| 2. Dezember  | Eugène Chevandier de Valdrôme           | französischer Unternehmer und Politiker                                                     | 68    |       |
| 2. Dezember  | August Matthias Hagen                   | deutschbaltischer Maler und Graphiker                                                       | 84    |       |
| 4. Dezember  | Vernon H. Vaughan                       | US-amerikanischer Politiker                                                                 | 40    |       |
| 5. Dezember  | Arnold Wilhelm Hardt                    | deutscher Unternehmer und Abgeordneter                                                      | 73    |       |
| 6. Dezember  | Jacob Mislin                            | Schweizer römisch-katholischer Theologe, Lehrer, Abt und Prälat                             | 71    |       |
| 6. Dezember  | Theodoros Vryzakis                      | griechisch-deutscher Maler                                                                  | 64    |       |
| 7. Dezember  | Louis Paravicini                        | deutscher Bürgermeister und Politiker (NLP), MdR                                            | 67    |       |
| 9. Dezember  | Albert Heym                             | deutscher evangelischer Pfarrer; Seelsorger der vier letzten preußischen Könige             | 70    |       |
| 9. Dezember  | Edmund W. Hubard                        | amerikanischer Politiker                                                                    | 72    |       |
| 9. Dezember  | Effingham Lawrence                      | US-amerikanischer Politiker                                                                 | 58    |       |
| 10. Dezember | Heinrich Bürgers                        | deutscher Journalist und Politiker (DFP), MdR                                               | 58    |       |
| 10. Dezember | Charles Brook Dupont-White              | französischer Volkswirt und Publizist                                                       |       |       |
| 10. Dezember | Henry Wells                             | US-amerikanischer Post-, Bahn- und Transportunternehmer                                     | 72    |       |
| 11. Dezember | Absalom Harris Chappell                 | US-amerikanischer Politiker                                                                 | 76    |       |
| 11. Dezember | Haruki Nammei                           | japanischer Maler                                                                           |       |       |
| 12. Dezember | Jane Cazneau                            | US-amerikanische Journalistin                                                               | 71    |       |
| 13. Dezember | Leo Cholevius                           | deutscher Philologe und Literaturhistoriker                                                 | 64    |       |
| 14. Dezember | Alice von Großbritannien und Irland     | britische Prinzessin durch Heirat Großherzogin von Hessen und bei Rhein                     | 35    |       |
| 15. Dezember | Wilhelm von Bernewitz                   | deutscher Offizier, zuletzt Generalmajor                                                    | 70    |       |
| 15. Dezember | Nikolai Wladimirowitsch Chanykow        | russischer Forschungsreisender                                                              | 59    |       |
| 15. Dezember | Leopold von Frankenberg und Ludwigsdorf | preußischer Jurist und Politiker, MdR                                                       | 93    |       |
| 16. Dezember | Karl Gutzkow                            | deutscher Schriftsteller, Dramatiker und Journalist                                         | 67    |       |
| 16. Dezember | Richard Hartmann                        | deutscher Maschinenfabrikant                                                                | 69    |       |
| 16. Dezember | Louis Schneider                         | deutscher Schauspieler und Schriftsteller                                                   | 73    |       |
| 16. Dezember | Arthur Woltersdorff                     | deutscher Jurist und Theaterleiter                                                          | 61    |       |
| 17. Dezember | Emil Flechsig                           | deutscher lutherischer Geistlicher, Vater des Hirnforschers und Neuroanatomen Paul Flechsig | 70    |       |
| 17. Dezember | William Thorold                         | britischer Mühlenbauer, Architekt und Bauingenieur                                          | 80    |       |
| 18. Dezember | Michael Anthony Anfossi                 | italienischer Bischof in Indien, Karmelit                                                   | 79    |       |
| 18. Dezember | Wilhelm von Blandowski                  | deutscher Zoologe und Entdeckungsreisender in Australien                                    | 56    |       |
| 18. Dezember | Andreas Faißt                           | deutscher Chemiker und Unternehmer                                                          | 57    |       |
| 18. Dezember | Heinrich Proch                          | österreichischer Komponist                                                                  | 69    |       |
| 18. Dezember | Philipp Wirth                           | deutscher Maler                                                                             | 70    |       |
| 19. Dezember | Fritz Bally                             | Schweizer Unternehmer                                                                       | 55    |       |
| 19. Dezember | Johann Martin Bernatz                   | deutscher Maler                                                                             | 76    |       |
| 19. Dezember | Joseph Nash                             | englischer Aquarellmaler und Lithograf                                                      | 69    |       |
| 19. Dezember | Karl Pilhal                             | österreichischer Offizier und Militäringenieur                                              | 56    |       |
| 19. Dezember | Bayard Taylor                           | US-amerikanischer Reiseschriftsteller und Dichter                                           | 53    |       |
| 20. Dezember | John W. Hazelton                        | US-amerikanischer Politiker                                                                 | 64    |       |
| 21. Dezember | Alpheus S. Williams                     | amerikanischer Offizier und Politiker                                                       | 68    |       |
| 22. Dezember | Beverly B. Douglas                      | US-amerikanischer Politiker                                                                 | 56    |       |
| 22. Dezember | Josef Lambert Trip                      | Offizier, Bürgermeister, Reichstagsabgeordneter                                             | 59    |       |
| 23. Dezember | Fabio Maria Asquini                     | Kardinal der katholischen Kirche                                                            | 76    |       |
| 23. Dezember | Adolf von Brand                         | preußischer Gutsbesitzer und Politiker                                                      | 75    |       |
| 23. Dezember | Ludwig des Coudres                      | deutscher Maler                                                                             | 58    |       |
| 23. Dezember | Wilhelm Engelmann                       | deutscher Verleger und Buchhändler                                                          | 70    |       |
| 23. Dezember | Julius Hildebrand                       | deutscher lutherischer Theologe und Generalsuperintendent                                   | 74    |       |
| 23. Dezember | Julius Hotchkiss                        | US-amerikanischer Politiker                                                                 | 68    |       |
| 23. Dezember | Johann Jakob Scherer                    | Schweizer Politiker                                                                         | 53    |       |
| 23. Dezember | Mathilde Wildauer                       | österreichische Schauspielerin und Sängerin                                                 | 58    |       |
| 24. Dezember | Ernst Brockelmann                       | deutscher Kaufmann und Politiker                                                            | 79    |       |
| 24. Dezember | Heinrich Buff                           | deutscher Physiker und Chemiker                                                             | 73    |       |
| 24. Dezember | Sister Dora                             | anglikanische Nonne und Krankenschwester                                                    | 46    |       |
| 24. Dezember | John Van Dyke                           | US-amerikanischer Jurist und Politiker                                                      | 71    |       |
| 25. Dezember | Gregor Baldi                            | österreichischer Fotograf                                                                   | 64    |       |
| 25. Dezember | Owen Jones                              | US-amerikanischer Politiker                                                                 | 58    |       |
| 25. Dezember | Marie von Marra-Vollmer                 | österreichisch-deutsche Opernsängerin (Sopran)                                              | 56    |       |
| 25. Dezember | Anna Claypoole Peale                    | US-amerikanische Miniaturmalerin, Porträt-, Stillleben- und Aquarellkünstlerin              | 87    |       |
| 26. Dezember | Auguste Auspitz-Kolár                   | österreichische Pianistin und Komponistin                                                   |       |       |
| 26. Dezember | Georgine Schubert                       | deutsche Schauspielerin und Sängerin                                                        | 38    |       |
| 27. Dezember | Georg von Dyherrn                       | deutscher Dichter                                                                           | 30    |       |
| 27. Dezember | Jean Laborde                            | französischer Abenteurer und Unternehmer                                                    | 73    |       |
| 27. Dezember | Gustav von Leonhard                     | deutscher Geologe und Mineraloge                                                            | 62    |       |
| 28. Dezember | José Bernardo Alcedo                    | peruanischer Komponist                                                                      | 90    |       |
| 28. Dezember | Johann Tobias Beck                      | deutscher evangelischer Theologe                                                            | 74    |       |
| 28. Dezember | Johann Christian Ott                    | Schweizer Kaufmann, Beamter und Dichter                                                     | 60    |       |
| 28. Dezember | Gerhard Schaurte                        | deutscher Unternehmer und Bürgermeister von Deutz                                           | 75    |       |
| 28. Dezember | Mordechai Wetzlar                       | deutscher Rabbiner                                                                          |       |       |
| 29. Dezember | Arthur Hay, 9. Marquess of Tweeddale    | schottischer Offizier und Ornithologe                                                       | 54    |       |
| 29. Dezember | Onslow Stearns                          | US-amerikanischer Politiker                                                                 | 68    |       |
| 29. Dezember | Max Zimmermann                          | deutscher Maler                                                                             | 67    |       |
| 30. Dezember | Wilhelm Ferdinand Willink van Collen    | niederländischer Maler und Mäzen                                                            | 31    |       |
| 31. Dezember | Minna Kleeberg                          | deutsche Dichterin                                                                          | 37    |       |

## Datum unbekannt
| Tag | Name                              | Beruf, bekannt als                                                   | Alter | Beleg |
| --- | --------------------------------- | -------------------------------------------------------------------- | ----- | ----- |
|     | Arthur Adams                      | englischer Schiffsarzt und Malakologe                                |       |       |
|     | Judah Alkalai                     | Rabbiner, Vorläufer des modernen Zionismus                           |       |       |
|     | John Milton Bigelow               | US-amerikanischer Arzt und Botaniker                                 |       |       |
|     | José Jacinto Cuevas               | mexikanischer Komponist, Dirigent und Musikpädagoge                  |       |       |
|     | Henri Edouard Dubied              | Schweizer Erfinder der Flachstrickmaschine                           |       |       |
|     | Carl Jakob Otto Felsing           | deutscher Kupferdrucker und Kupferstecher                            |       |       |
|     | Franz Heinrich Frahm              | deutscher Anwalt und Parlamentarier                                  |       |       |
|     | Wilhelm Francke                   | deutscher Rittergutsbesitzer und Politiker (DFP), MdR                |       |       |
|     | Sebastian Frey                    | deutscher Verwaltungsbeamter und Richter                             |       |       |
|     | Nicolae Golescu                   | rumänischer Politiker                                                |       |       |
|     | Charles Grandgagnage              | belgischer Wallonist und Lexikograf                                  |       |       |
|     | Johann Christian Heerdt           | deutscher Maler                                                      |       |       |
|     | Andreas Jeitteles                 | österreichischer Mediziner, Schriftsteller und Politiker             |       |       |
|     | Pjotr Iwanowitsch Kafarow         | russischer Mönch und Sinologe                                        |       |       |
|     | Panagiotis Kalkos                 | griechischer Architekt                                               |       |       |
|     | Ioannis Kossos                    | griechischer Bildhauer des Klassizismus                              |       |       |
|     | William Eduard Kraft              | deutscher Rittergutsbesitzer und Politiker, MdL (Königreich Sachsen) |       |       |
|     | Alfred T. Lacey                   | US-amerikanischer Politiker                                          |       |       |
|     | Hermann Lebert                    | deutscher Pathologe                                                  |       |       |
|     | Leberecht Maercker                | deutscher Instrumentenbauer                                          |       |       |
|     | Johannes Mehring                  | deutscher Wegbereiter der modernen Imkerei                           |       |       |
|     | Otto Andreas Lowson Mørch         | dänischer Malakologe                                                 |       |       |
|     | Nunzio Morello                    | italienischer Bildhauer                                              |       |       |
|     | Eugen Müllner                     | deutscher Rittergutsbesitzer und Politiker (DFP), MdR                |       |       |
|     | Mathieu Neven                     | niederländisch-deutscher Unternehmer                                 |       |       |
|     | Afanassi Semjonowitsch Rogowitsch | Botaniker und Paläontologe                                           |       |       |
|     | Friedrich Gustav Ruhle            | deutscher Jurist und Politiker, MdHB                                 |       |       |
|     | Satanta                           | Häuptling der Kiowa                                                  |       |       |
|     | Johann Wilhelm Schütze            | deutscher Maler und Hochschullehrer                                  |       |       |
|     | Gregor von Sengbusch              | deutsch-baltischer Offizier in russischen Diensten                   |       |       |
|     | Johann Gustav Stahn               | preußischer Jurist und Oberkonsistorialrat                           |       |       |
|     | Lidy Steche                       | deutsche Konzertsängerin und Salonnière                              |       |       |
|     | Theodor Stöcker                   | Berliner Klavierbauer                                                |       |       |
|     | Abraham Tendlau                   | deutscher Volkskundler                                               |       |       |